# Concert per a clarinet (Mozart)
El Concert per a clarinet en la major, K. 622 és una obra composta per Wolfgang Amadeus Mozart el 1791, uns mesos abans de la seva mort. Dels quaranta-tres concerts per a solista que va escriure, aquest va ser el darrer i l'únic que va compondre per a clarinet.

## Història de la partitura
El Concert per a clarinet el va compondre entre el 28 de setembre i el 7 d'octubre de 1791, i el va dedicar a l'atenció d'Anton Stadler, un clarinetista virtuós que Mozart apreciava molt i que era membre de la mateixa lògia maçònica. En realitat, el primer moviment data del 1787 (K 621b) i estava escrit en la tonalitat de sol major, ja que estava pensat per al corno di bassetto. Mozart havia reprès i transcrit aquest moviment tot incorporant-lo al concert, amb algun afegit.

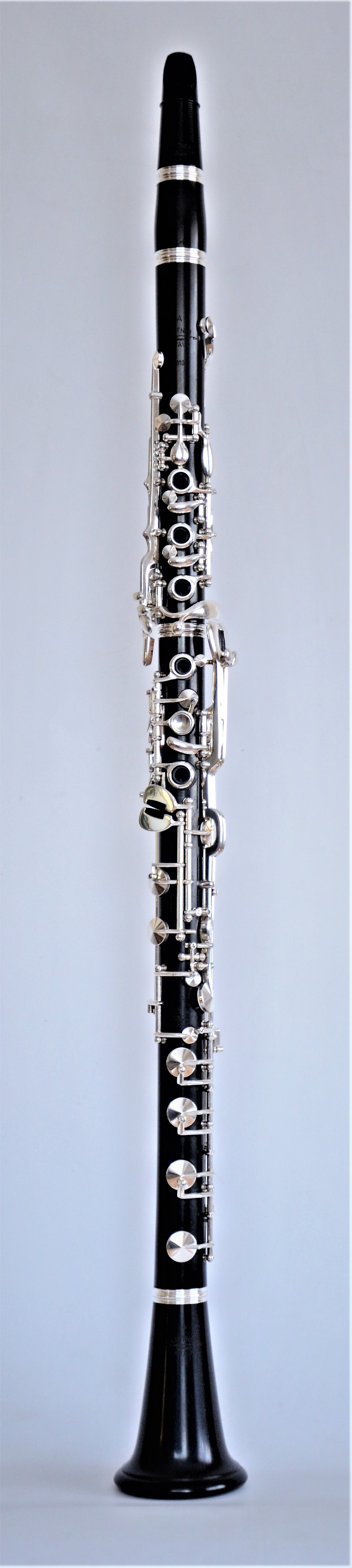
clarinet di bassetto

Segons una carta que Mozart, unes vuit setmanes abans de la seva mort, va escriure a la seva dona, se sap que el Rondó va ser acabat el 7 d'octubre de 1791. Mozart va precisar que l'havia escrit per a un clarinet especial amb un registre més greu, que Stadler havia inventat uns tres anys abans amb la col·laboració de Theodore Lotz. Aquest instrument no és com el clarinet baix actual, ja que tenia les característiques del clarinet de l'època amb un registre més greu, similar al del corno di bassetto, per la qual cosa rep el nom de clarinet di bassetto.
Mozart havia compost el seu concert tenint en compte les particularitats d'aquest instrument: per això té un registre que arriba fins al do greu mentre que el clarinet en si bemoll habitual té la nota més greu en un mi.
Els editors van fer modificacions perquè el moviment pogués ser interpretat amb els clarinets en si bemoll o en la. Desgraciadament, la versió original d'aquest concert mai no va ser publicada i la partitura original es va perdre. La versió més antiga que ha sobreviscut és la versió publicada per Andrè el 1801, i és per a un clarinet en la.
Encara que actualment la majoria de les interpretacions es toquen amb clarinets en si bemoll o en la, han existit temptatives de restauració de la partitura original de Mozart interpretades amb corno di bassetto o clarinet di bassetto. Cal tenir present que el clarinet pel qual es va escriure la música no té més peces destinades originalment per ell que aquest concert i de l'ària No più di fiori de l'òpera La clemenza di Tito.

## Estrena
El concert va ser representat per primera vegada en públic a Praga, el 16 d'octubre de 1791, amb Stadler tocant el clarinet solista. Les opinions van ser més aviat discretes, bé que la crítica va ser globalment bona. Alguns van lloar les habilitats de Stadler. Així, el Berlin Musikalisches Wochenblatt va escriure el gener de 1792: «Herr Stadler, clarinet de Viena. Un home de gran talent i reconegut com tal a la cort. La seva manera de tocar és meravellosa i és testimoni de la seva seguretat». Però altres crítics van criticar Mozart d'haver compost una obra per a un tipus de clarinet del qual Stadler era probablement l'únic solista que el tocava.

## Estructura i instrumentació
La instrumentació és la següent: un clarinet solista, dues flautes, dos fagots, dues trompes i instruments de corda.
L'estructura és l'habitual en la forma tradicional del concert de tres moviments, ràpid-lent-ràpid, que es tradueix en:#  Allegro (?·pàg.)
1. Adagio (?·pàg.)
2. Rondo allegro (?·pàg.)

El segon moviment, és un dels fragments més coneguts de Mozart. Sovint és considerat com una obra fonamental dins del repertori clàssic per a clarinet, al costat dels concerts de Johann Stamitz.

## Anàlisi de l'obra

### 1. Allegro
Inicialment escrit per a corno di bassetto i en sol major, aquest moviment és el més llarg del concert (aproximadament dotze minuts). Està dividit en tres parts, i cadascuna en dues subparts.
El moviment comença amb la presentació del tema principal per part de l'orquestra, tema que a continuació és reprès pel solista. El fragment evoluciona fins a una pausa de tota l'orquestra que dona lloc a un passatge de lluïment per al solista. Llavors reapareix el tema principal, però transposat, i a continuació el solista és acompanyat per l'orquestra amb un baix d'Alberti, un tipus de desenvolupament poc habitual. L'evolució del fragment és espectacular i va seguida d'un tutti que desemboca en una nova exposició del tema principal. Nous passatges en baix d'Alberti i arpegiats a càrrec del solista porten al final del moviment, que acaba alegrement en la major.

### 2. Adagio
Sovint utilitzat com a música de fons a les pel·lícules, aquest moviment és el més conegut del concert i el seu caràcter malenconiós i el seu lirisme l'han situat entre les músiques preferències del gran públic. Està escrit en la forma d'ària, és a dir amb l'estructura A-B-A.
Comença amb el clarinet solista que toca el tema principal, tema que reprèn després tota l'orquestra. A continuació s'estableix un diàleg entre el solista que fa notes descendents i l'orquestra que respon. El desenvolupament del fragment alterna llavors entre el registre més greu i més agut del clarinet. Aquest passatge acaba sovint sobre una cadència que sovint consisteix en una secció del Larghetto del Quintet per a clarinet, abans que el tema principal sigui reprès per arribar a la coda final.

### 3. Rondo
El rondó final té un caràcter alegre, amb moments que recorden els colors més foscos del primer moviment. Apareixen barrejades la forma de sonata i el rondó, estructura que Mozart desenvolupa en els seus concerts de pianos, més clarament en el Concert per a piano en la major, K. 488.
El tema inicial (compassos 1-56) presenta un diàleg entre el solista i l'orquestra, molt més intens que en els seus concerts de pianos. Un diàleg on les respostes del solista són de lluïment tècnic.
Al final, després de les alternances de caràcter, l'humor més alegre s'imposa i el concert acaba amb un tutti orquestral molt brillant.